# Galsania dichaeta
Galsania dichaeta là một loài ruồi trong họ Tachinidae.